# Skoki do wody na Mistrzostwach Świata w Pływaniu 2022 – trampolina 3 m synchronicznie mężczyzn
Trampolina 3 m synchronicznie mężczyzn – jedna z konkurencji rozgrywanych w ramach skoków do wody, podczas mistrzostw świata w pływaniu w 2022. Eliminacje oraz finał odbyły się 26 czerwca.
Do eliminacji zgłoszonych zostało 16 par. Dwanaście najlepszych duetów awansowało do finałowej rywalizacji.
Zwycięzcami konkurencji zostali reprezentanci Chin Cao Yuan i Wang Zongyuan. Drugą pozycję zajęli zawodnicy z Wielkiej Brytanii Anthony Harding i Jack Laugher, trzecią zaś reprezentujący Niemcy Timo Barthel i Lars Rüdiger.

## Wyniki
| Miejsce | Zawodnicy                            | Państwo           | Eliminacje | Eliminacje | Finał  | Finał   |
| Miejsce | Zawodnicy                            | Państwo           | Wynik      | Miejsce    | Wynik  | Miejsce |
| ------- | ------------------------------------ | ----------------- | ---------- | ---------- | ------ | ------- |
| 01 !    | Cao Yuan Wang Zongyuan               | Chiny             | 446,07     | 1.         | 459,18 | 1.      |
| 02 !    | Anthony Harding Jack Laugher         | Wielka Brytania   | 413,13     | 2.         | 451,71 | 2.      |
| 03 !    | Timo Barthel Lars Rüdiger            | Niemcy            | 383,07     | 5.         | 406,44 | 3.      |
| 4.      | Guillaume Dutoit Jonathan Suckow     | Szwajcaria        | 345,00     | 9.         | 376,05 | 4.      |
| 5.      | Jules Bouyer Alexis Jandard          | Francja           | 387,27     | 3.         | 375,54 | 5.      |
| 6.      | Lorenzo Marsaglia Giovanni Tocci     | Włochy            | 361,65     | 6.         | 372,33 | 6.      |
| 7.      | Sebastián Morales Luis Uribe         | Kolumbia          | 386,37     | 4.         | 364,62 | 7.      |
| 8.      | Diego García Yolotl Martínez         | Meksyk            | 358,26     | 7.         | 363,21 | 8.      |
| 9.      | Ołeksandr Horszkowozow Ołeh Kołodijj | Ukraina           | 353,64     | 8.         | 362,43 | 9.      |
| 10.     | Adrián Abadía Nicolás García         | Hiszpania         | 331,02     | 12.        | 354,60 | 10.     |
| 11.     | Chew Yiwei Ooi Tze Liang             | Malezja           | 337,23     | 11.        | 337,83 | 11.     |
| 12.     | Liam Stone Frazer Tavener            | Nowa Zelandia     | 337,86     | 10.        | 322,11 | 12.     |
| 13.     | Frandiel Gomez Jonathan Ruvalcaba    | Dominikana        | 327,63     | 13.        | NQ     | NQ      |
| 14.     | Sandro Melikidze Tornike Onikaszwili | Gruzja            | 316,95     | 14.        | NQ     | NQ      |
| 15.     | Tyler Downs Quentin Henninger        | Stany Zjednoczone | 299,43     | 15.        | NQ     | NQ      |
| 16.     | Abdulrahman Abbas Hasan Qali         | Kuwejt            | 287,10     | 16.        | NQ     | NQ      |